# Mario Fischer
Mario Fischer (Vienna, 5 maggio 1989) è un ex hockeista su ghiaccio austriaco, di ruolo attaccante.

## Carriera

### Club
Cresciuto dapprima nelle giovanili del Wiener Eislöwen e successivamente (2004-2006) in quelle del Lukko Rauma, dopo due brevi esperienze in prima squadra con gli stessi Eislöwen (nella seconda serie austriaca) e con i finlandesi del SaPKo (nella Mestis), nel 2008 venne messo sotto contratto dai Red Bull Salisburgo coi quali militò per tre stagioni.
Passò poi ai Vienna Capitals, con cui ha poi giocato fino al termine della carriera, annunciato al termine della stagione 2020-2021 per motivi familiari. Dei Capitals fu il capitano nelle ultime due stagioni.

### Nazionale
Con le selezioni giovanili austriache ha preso parte a due mondiali di prima divisione Under-18 e ad altrettanti mondiali di prima divisione Under-20.
Dal 2010 è entrato nel giro della nazionale maggiore, con cui ha giocato un mondiale di prima divisione (2014), concluso con la promozione, ed il successivo mondiale élite. Nel 2016 ha preso parte anche al torneo di qualificazione olimpico, senza però che la squadra riuscisse a centrare la qualificazione.

## Palmarès
- Campionato austriaco: 3

Salisburgo: 2009-2010, 2010-2011
Vienna: 2016-2017